# Bolsøya
Bolsøya est une île de la municipalité de Molde dans le comté de Møre og Romsdal, sur la côte de la mer de Norvège.

## Description
L'île est située au sud du Fannefjord dans le Romsdalsfjorden et a une superficie de 5,2 km2 et 274 habitants au 1er janvier 2004. Une partie de Bolsøya est appelé Fårøya, probablement parce qu'à l'époque où les noms furent donnés - à l'époque médiéval - l'île était séparée en deux en raison du niveau d'eau plus élevé. Le point culminant de l'île est établi à 69,5 m d'altitude dans la partie de Fårøya.
La route 64, entre Molde et Åndalsnes traverse l'île. Elle est reliée à Molde par le tunnel Fannefjord et à la péninsule de Skåla par le pont Bolsøybrua . 
Le plus grand obélisque de la nation encore debout, Troll Pila, se trouve au cimetière de Bolsøya. L'église, cependant, a été démolie en 1907.